# Kira Pika
Kira☆Pika (きら☆ぴか, kira pika), foi um grupo de J-pop do Hello! Project, criado temporariamente em 2007 para o anime Kilari (Kirarin Revolution).
O grupo era composto pelas duas ídolos japonesas: Koharu Kusumi (que participou de Tsukishima Kirari starring Kusumi Koharu, desde seus 15 anos de idade) das Morning Musume, e Mai Hagiwara (que participou do grupo desde seus 11 anos de idade) das °C-ute. Elas também interpretaram as personagens, Kilari Tsukishima e Hikaru Mizuki, a dupla de cantoras fictícias que aparecem no anime. O grupo foi sucedido por outro em 2008, as MilkyWay.

## Integrantes
- Koharu Kusumi (久住小春, Kusumi Koharu), nascida em 15 de julho de 1992 (32 anos): Kilari
- Mai Hagiwara (萩原舞, Hagiwara Mai), nascida em 7 de fevereiro de 1996 (29 anos): Hikaru Mizuki

## Discografia

### Singles
| Nº. | Título                     | Data de lançamento  | Oricon Weekly Single Chart |
| --- | -------------------------- | ------------------- | -------------------------- |
| 1   | "Hana wo Pūn/Futari wa NS" | 1 de agosto de 2007 | 9                          |